# Deng Xue
Pour les articles homonymes, voir Deng.
Deng Xue née le 11 janvier 1996, est une joueuse chinoise de hockey sur gazon.

## Carrière
Elle a fait ses débuts en janvier 2022 à Mascate pour concourir à la Coupe d'Asie 2022.